# Langley (Cheshire)
Langley – wieś w Anglii, w hrabstwie Cheshire, w dystrykcie (unitary authority) Cheshire East. Leży 3 km od miasta Macclesfield, 53,7 km od miasta Chester i 235,4 km od Londynu. W 2015 miejscowość liczyła 605 mieszkańców.